# Lappida rubrovittata
Lappida rubrovittata är en insektsart som beskrevs av Metcalf 1938. Lappida rubrovittata ingår i släktet Lappida och familjen Dictyopharidae. Inga underarter finns listade i Catalogue of Life.